# サミュエル・フランクリン・ナロン
サミュエル・フランクリン・ナロン（Samuel Franklin Narron、1981年7月12日 - ）は、アメリカ合衆国のプロ野球選手、プロ野球コーチ。現役時代のポジションは投手。

## 大学野球
ナロンは東カロライナ大学で学び、東カロライナ・パイレーツで大学野球をプレーした。2002年カンファレンスUSAベースボール大会でパイレーツは優勝し、ナロンは先発投手のポジションでベストナインに選出された。

## プロ野球
ナロンは2002年のMLBドラフトでテキサス・レンジャーズから15巡目指名された。ナロンは同シーズンよりルーキーアドバンスド級のプラスキ・レンジャーズでキャリアをスタートした。2003年、ナロンはアドバンスドA級のストックトン・ポーツに昇格。2004年、ナロンはダブルA級のフリスコ・ラフライダーズに昇格。さらにミッドシーズンに開催されたテキサスリーグのオールスターゲームのメンバーに選出され、トリプルA級のオクラホマシティ・ドジャースへと昇格した。2004年シーズン、ナロンはテキサス・レンジャーズのメジャーリーグゲーム1試合に召集された。
2004年9月24日、ナロンはウェイバー公示となり、ミルウォーキー・ブルワーズから獲得申し込みを受けた。その後ナロンはトミー・ジョン手術を受け、2005年シーズンはすべて欠場した。2006年、ナロンは現場復帰し、アドバンスドA級のブレヴァード・カウンティ・マナティーズでプレーした。2007年にはダブルA級のハンツヴィル・スターズでプレー。2008年はハンツヴィルでシーズンを開始し、同年5月16日にトリプルA級のナッシュビル・サウンズに昇格。ナロンは2008年シーズンの残りと2009年シーズン全体をナッシュビルで過ごした。2009年シーズン終了後、ナロンはマイナーリーグのフリーエージェント選手となった。
2010年1月14日、ナロンはデトロイト・タイガースから春季トレーニングへの招待を受け、マイナーリーグ契約を締結した。その後ナロンはフリーとなり、ミルウォーキー・ブルワーズとマイナーリーグ契約を結んだ。ナロンは2010年シーズン終了後にフリーエージェント宣言をしたが、2011年にふたたびミルウォーキー・ブルワーズと新たなマイナーリーグ契約を締結した。

### 選手引退後
ナロンは2011年シーズン終了後に選手を引退し、マイナーリーグのヘイガーズタウン・サンズに投手コーチとなった。ナロンは2018年シーズン、ポトマック・ナショナルズから投手コーチとして指名を受けた。